# إيفيت جيرو
إيفيت جيرو (بالفرنسية: Yvette Giraud)‏ هي كاتبة سير ذاتية ومغنية فرنسية، ولدت في 16 سبتمبر 1916 في باريس في فرنسا، وتوفيت في 3 أغسطس 2014 في ستراسبورغ في فرنسا.

## وصلات خارجية
- الموقع الرسمي
- إيفيت جيرو على موقع IMDb (الإنجليزية)
- إيفيت جيرو على موقع ميوزك برينز (الإنجليزية)
- إيفيت جيرو على موقع أول ميوزيك (الإنجليزية)
- إيفيت جيرو على موقع ديسكوغز (الإنجليزية)